# Takeo Wakabayashi
Takeo Wakabayashi (29. august 1907 - 7. august 1937) var en japansk fodboldspiller.

## Japans fodboldlandshold
| Japans landshold | Japans landshold | Japans landshold |
| År               | Kmp              | Mål              |
| ---------------- | ---------------- | ---------------- |
| 1930             | 2                | 4                |
| Total            | 2                | 4                |